# Blaine Hammond
Lloyd Blaine Hammond Jr. (Savannah, 16 januari 1952) is een voormalig Amerikaans ruimtevaarder. Hammond zijn eerste ruimtevlucht was STS-39 met de spaceshuttle Discovery en vond plaats op 28 april 1991. Tijdens de missie werden een aantal experimenten uitgevoerd voor het Amerikaanse Ministerie van Defensie.
Hammond maakte deel uit van NASA Astronaut Group 10. Deze groep van 17 astronauten begon hun training in 1984 en werden in juni 1985 astronaut. In totaal heeft Hammond twee ruimtevluchten op zijn naam staan. In 1998 verliet hij NASA en ging hij als astronaut met pensioen. 